# Alessandria (meteoryt)
Alessandria – meteoryt kamienny należący do chondrytów oliwinowo-bronzytowych, o typie petrograficznym H5, spadły na terenie Włoskiego regionu Piemont. Spadek meteorytu zaobserwowano 2 lutego 1860 o godzinie 11.45. Na miejscu spadku zebrano 7 fragmentów meteorytu o łącznej masie ponad 2,1 kg. Obecnie znane i dostępne jest 908 g materii meteorytowej.